# پولی
شهر پولی   در بخش لوزان  در ایالت وو در کشور سوئیس  واقع شده‌است که  ۱۶٬۱۰۰ نفر جمعیت دارد.